# Una su 13
Una su 13 (The Thirteen Chairs o 12 + 1) è un film del 1969, diretto da Nicolas Gessner e Luciano Lucignani. Versione farsesca del romanzo Le dodici sedie di Il'ja Arnol'dovič Il'f e Evgenij Petrovič Petrov, è interpretato da Vittorio Gassman e da Sharon Tate (alla sua ultima apparizione - postuma - sullo schermo prima del suo assassinio).
Nel 1970 Mel Brooks ne ha girata un'altra versione, intitolata appunto Il mistero delle dodici sedie.

## Trama
Mario Beretti è un barbiere italiano emigrato a New York, dove gestisce una botteguccia che vanta ben pochi clienti. La sua vita ha una svolta quando gli viene comunicata la notizia della morte di una sua zia residente in Inghilterra, la quale lo ha nominato suo unico erede.
Mario si precipita quindi in Inghilterra, ma scopre che la sua eredità consiste solamente in tredici sedie d'epoca e d'infimo valore, che egli si affretta a vendere a un antiquario locale, salvo scoprire subito dopo un messaggio, in cui la zia gli rivela di aver nascosto una cospicua somma di denaro nell'imbottitura di una delle sedie.
Mario tenta inutilmente di riacquistare le sedie, che nel frattempo l'antiquario ha già in parte rivenduto. Con l'aiuto della bella Pat, inizia una frenetica ricerca delle sedie attraverso l'Europa, dando la caccia ai nuovi acquirenti e facendosi coinvolgere in rocambolesche avventure e inseguimenti tra Londra e l'Italia. S'imbatte in personaggi stravaganti: Albert, autista di un camion di traslochi e assiduo lettore di romanzi erotici; la svampita prostituta Judy; l'altezzoso e pomposo Maurice Markau, capo di una compagnia teatrale itinerante, che mette in scena una scalcinata versione del Dottor Jekyll e Mr. Hyde; l'imprenditore italiano Di Seta e la sua vivace figlia Stefanella.
La bizzarra caccia al tesoro si conclude a Roma, dove Mario e Pat perdono l'ultima sedia, quella giusta, che finisce accidentalmente sul camioncino con cui un gruppo di suore sta raccogliendo oggetti da destinare alla beneficenza.
Pat decide di rimanere in Italia con Di Seta, che le aveva già fatto delle avance, mentre Mario ritorna a New York alla sua bottega di barbiere. Lì scopre di aver inventato in maniera del tutto casuale, poco prima della sua partenza per l'Europa, una mistura di prodotti capace di far ricrescere miracolosamente le capigliature. Per questa invenzione viene sommerso di offerte milionarie da parte di industriali della cosmesi.

## Critica
Su Il Popolo del 6 novembre 1969:
Su Il Giorno del 16 novembre 1969:
Su La Stampa del 24 dicembre 1969:

## Produzione
Le riprese si svolsero da febbraio a maggio del 1969, meno di tre mesi prima dell'omicidio della co-protagonista Sharon Tate. Poiché la sceneggiatura richiedeva diverse pose semi-nude di Sharon Tate, allora all'inizio della sua gravidanza, il regista girò per prime quelle scene. Mentre le riprese (e la sua gravidanza) procedevano, il petto della Tate venne nascosto con grandi borse e sciarpe.
L'auto guidata da Sharon Tate e da Gassman per gran parte del film è una Mini Moke del 1965.
La bottega di Gassmann a New York era in un edificio, oggi demolito, all'incrocio di 76 East 57th Street e Park Avenue a Manhattan; le location inglesi sono state girate nel villaggio di Lavenham nel Suffolk a Market Place e a Londra (Stafford Hotel, Cornwall Gardens, Duke Street e Hyde Park), mentre le location italiane sono il porto di Civitavecchia, Villa Torrigiani a Capannori (LU), Palazzo Ossoli Soderini e il Palazzo del Ministero della Giustizia a Roma .
Le riprese furono funestate da alcuni gravi inconvenienti e incidenti: Gassmann si ammalò di epatite virale, che lo costrinse a fermarsi per 40 giorni; un attore si ruppe una gamba; durante le riprese nel porto di Civitavecchia, affiorò dall'acqua il corpo di un uomo decapitato. Ma la volontà del regista Lucignani prevalse e il film venne completato.
Alcune scene del film furono proiettate in anteprima alla 30ª Mostra internazionale d'arte cinematografica di Venezia il 3 settembre 1969, in una riunione  "di ricordo e di informazione" dedicata a Sharon Tate e, nonostante l'omicidio della Tate, uscì in Italia il 7 ottobre 1969, negli Stati Uniti il 1º maggio 1970 e in Francia l'8 luglio 1970.